# Irish Singles Chart
De Irish Singles Chart is de belangrijkste hitlijst van Ierland, wekelijks samengesteld door de Irish Recorded Music Association. De lijst wordt elke vrijdagmiddag bekendgemaakt. De eerste lijst dateert uit 1 oktober 1962.

## Trivia
- "Dickie Rock" – The Miami Showband – "Every Step Of The Way" (1965) was het enige nummer dat direct op nummer 1 kwam te staan na z'n release.
- U2 heeft met 21 nummers het vaakst op #1 gestaan.
- Daarop volgen Westlife (14), The Beatles (13) en ABBA (12)
- "Riverdance" – Bill Whelan stond met achttien weken het langst op nummer 1.